# Xenodermichthys copei
Xenodermichthys copei é uma espécie de peixe pertencente à família Alepocephalidae.
A autoridade científica da espécie é Gill, tendo sido descrita no ano de 1884.

## Portugal
Encontra-se presente em Portugal, onde é uma espécie nativa.

## Descrição
Trata-se de uma espécie marinha. Atinge os 31 cm de comprimento total nos indivíduos do sexo masculino.